# Вёрль, Георг
Георг Вёрль (нем. Georg Wörl; 3 марта 1863, Франценсбад, ныне Франтишкови-Лазне, Чехия — 6 мая 1915, Зондерсхаузен) — австрийский виолончелист.
Учился у городского органиста и хормейстера Антона Хорнера (старшего), а с 14-летнего возраста в Праге у Франца Баудиша, в 1879 г. начал играл в городском оркестре Альтенбурга, затем играл в курортных оркестрах Бад-Ишля и Бад-Халля, в 1881—1883 гг. — в Вене в оркестре Иоганна Штрауса, в 1883—1886 гг. в цюрихском Оркестре Тонхалле. Ощутив недостаточность своей подготовки, в 1887—1888 гг. совершествовал исполнительское мастерство в Дрездене у Фридриха Грюцмахера. В 1888—1891 гг. в курортном оркестре в Карлсбаде. В 1892 г. играл в оркестре Международной выставки музыки и театра в Вене, после чего занял место солиста в Оркестре Зондерсхаузена и оставался на нём до конца жизни, выступая также как ансамблист. Преподавал также в Зондерсхаузенской консерватории.